# ホソバオグルマ
ホソバオグルマ（細葉小車、学名：Inula linariifolia）は、キク科オグルマ属の多年草。

## 特徴
地下の根茎は短く直立する。茎は直立して分枝し、高さ40-80cmになり、茎が茶褐色を帯びた個体が多い。根出葉はややロゼット状で、長さ10cm、幅1cmを超えることもあり、しばしば花時に宿存することもある。茎につく葉は互生し、線形または線状披針形で、長さ5-10cm、幅6-10mmになり、先端は鋭頭、基部は円形で茎を抱かないか、上部のものは茎を抱き、縁には微凸な鋸歯がある。葉の形は茎の全体にわったてほぼ同じ「細葉」形で、下部のものが大きく、上部に行くにしたがって小さくなる。
花期は7-9月。茎の上部が分枝し、その先に頭状花序を数個散房状につけ、上向きに開く。頭花は黄色で径18-25mm、縁につく雌性の舌状花は先端に3歯があり、中央部には両性の筒状花が多数つき、筒部の先端は5裂する。総苞は長さ4-6mm、径11-13mmの半球形で、総苞片は多列並ぶ。果実は痩果で、長さ約1mm。冠毛は長さ約3mmになる。

## 分布と生育環境
日本では、本州、四国、九州に分布し、湿地、あぜ、川岸など、明るく日当たりのよい湿った草地に生育する。本州では大河川の氾濫原に多く見られ、九州では山地の湿った草原に多く見られる。本州の関東地方と九州に多く、やや隔離分布している。世界では、朝鮮半島、中国大陸（東北部・東部・北部）、沿海地方、アムールに分布する。

## 名前の由来
和名ホソバオグルマは「細葉小車」の意である。なお、シノニムのとおり、かつてはカラフトオグルマ Inula britannica を基本種とする亜種または変種の位置付けであったが、同種を基本種とする亜種であるオグルマ（小車、I. britannica subsp. japonica）の和名の由来は、「端正な頭状花序の放射状に出た舌状花から小さい車を想起した名である」とされている。
種小名（種形容語）linariifolia は、「ウンラン属（オオバコ科）Linaria 状の葉をもった」の意味。

## 下位分類
サクラオグルマ（佐倉小車、学名:Inula × yosezatoana Makino, nom. nud.）は、ホソバオグルマとオグルマの雑種と考えられる中間型で、本州の関東地方以北に見られる。ホソバオグルマに似るが、葉は広くまた長い。千葉県佐倉市の路傍の多湿の地に生育するもの。サクラオグルマは、現在ではエダウチオグルマ（学名:Inula Britannica L. subsp. japonica (Thunb.) Kitam. var. ramose Kom.）と同一物と考えられている。

## 保全状況評価
- 絶滅危惧II類 (VU)（環境省レッドリスト）

（2017年、環境省）

## ギャラリー

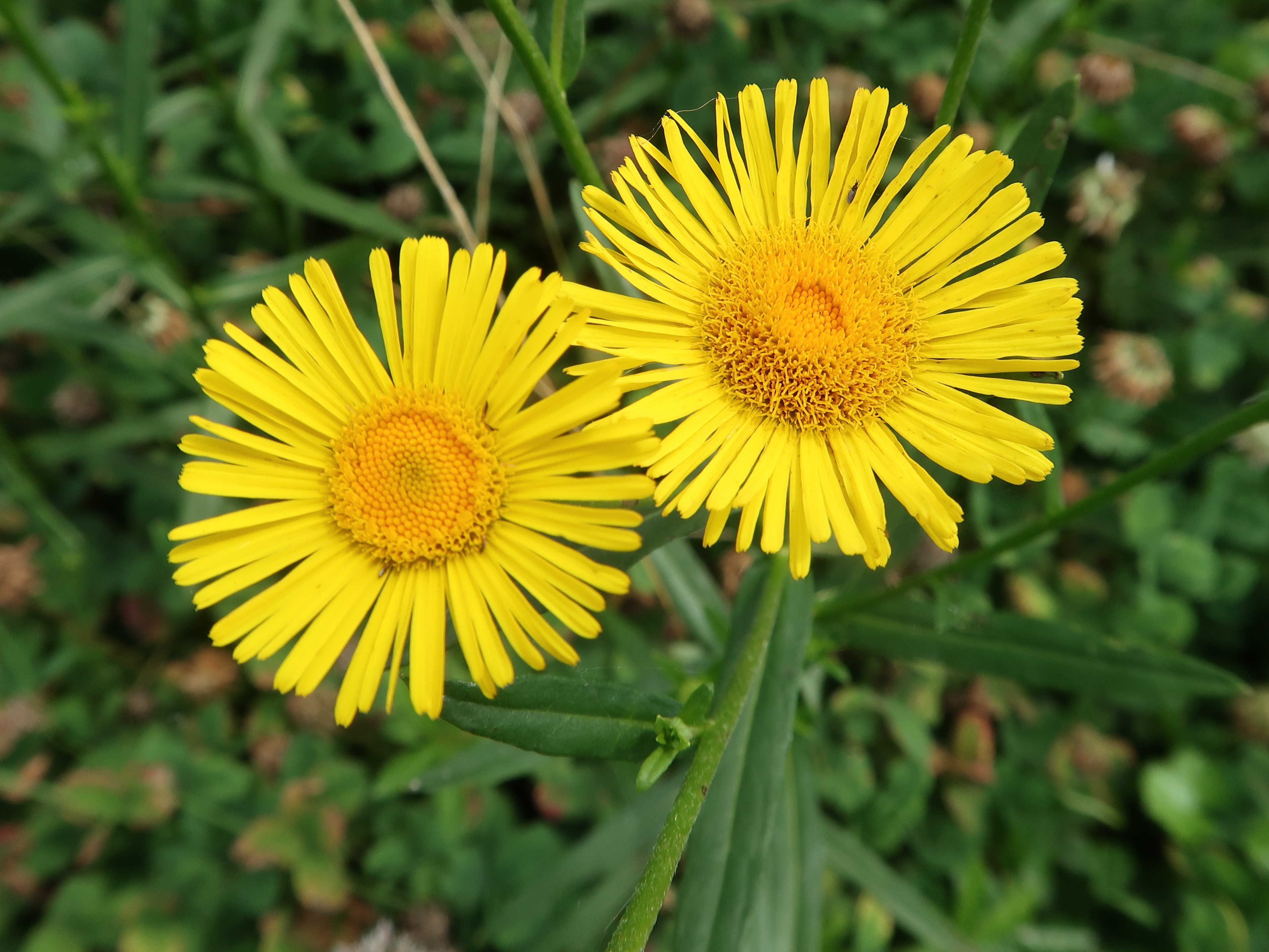
頭花の縁につく舌状花は1列。
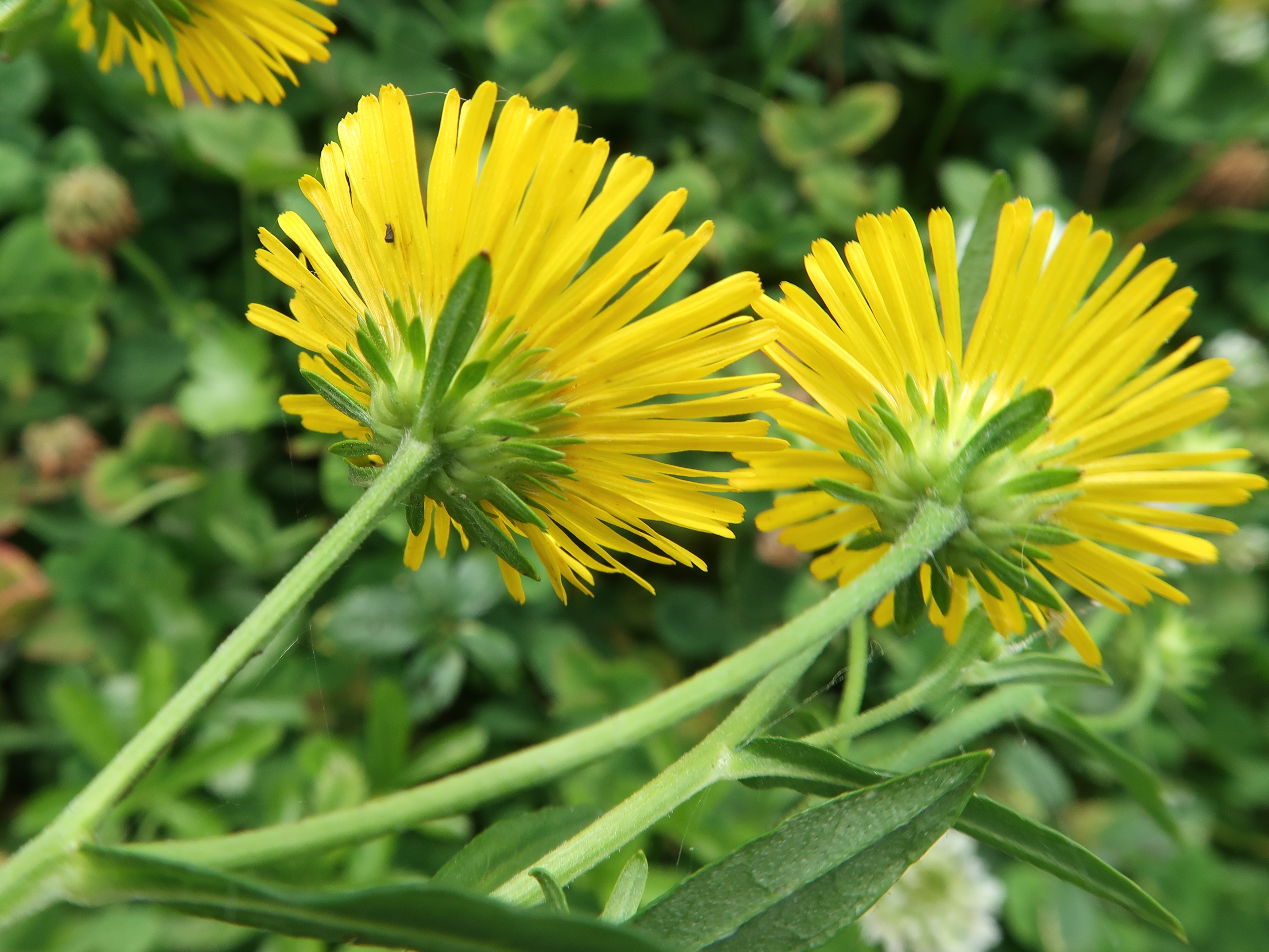
総苞は半球形で、総苞片は多列並ぶ。
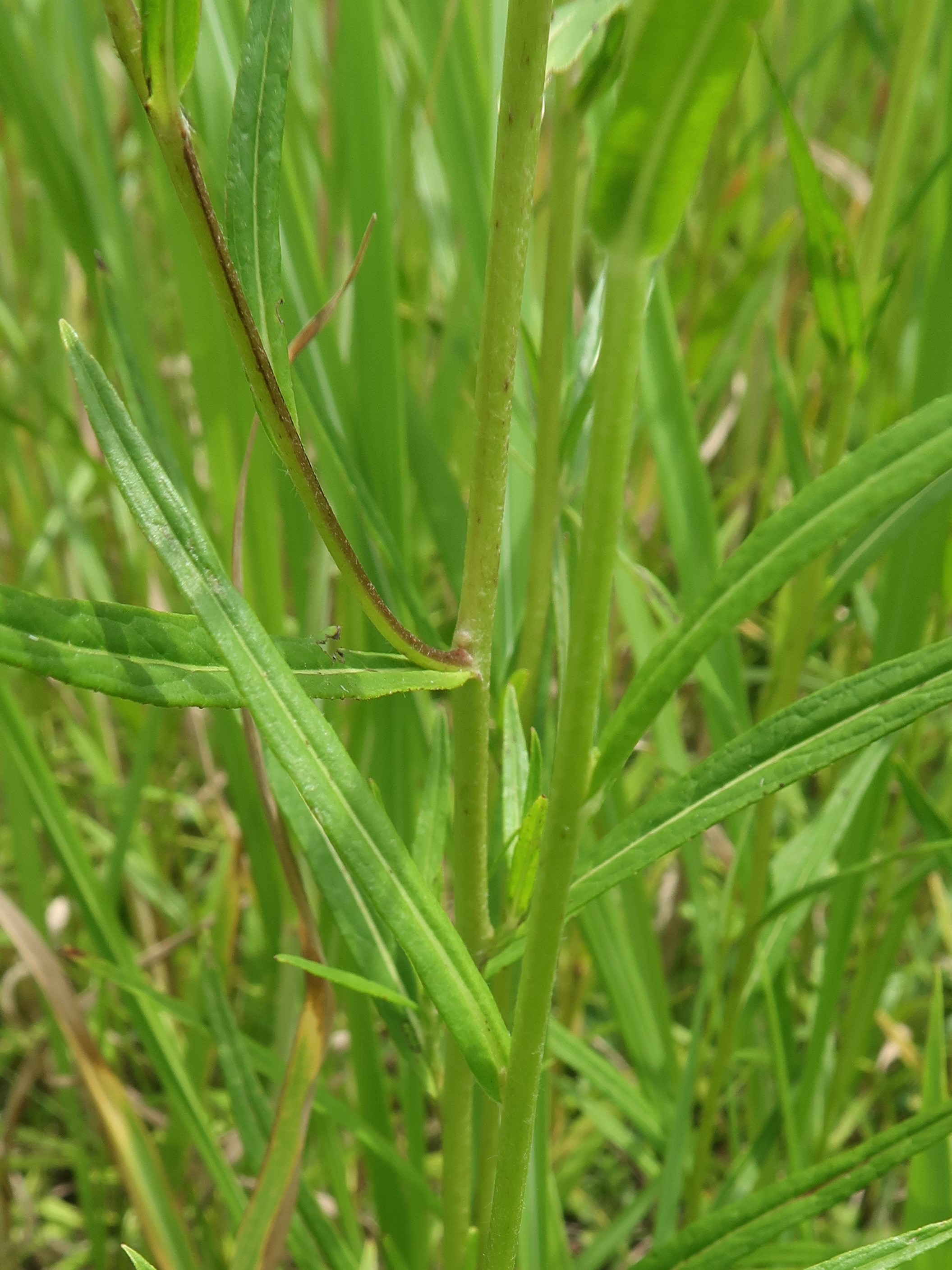
和名のとおり、葉は細い。